# Motterasciohütte
Die Motterasciohütte (italienisch Capanna Michela Motterascio / deutsch Hütte Michela Motterascio) ist eine Berghütte der Sektion Tessin des Schweizer Alpen-Clubs (SAC). Sie liegt auf der Alpe di Motterascio in den Adula-Alpen auf 2172 m ü. M. im Schweizer Kanton Tessin.

## Beschreibung

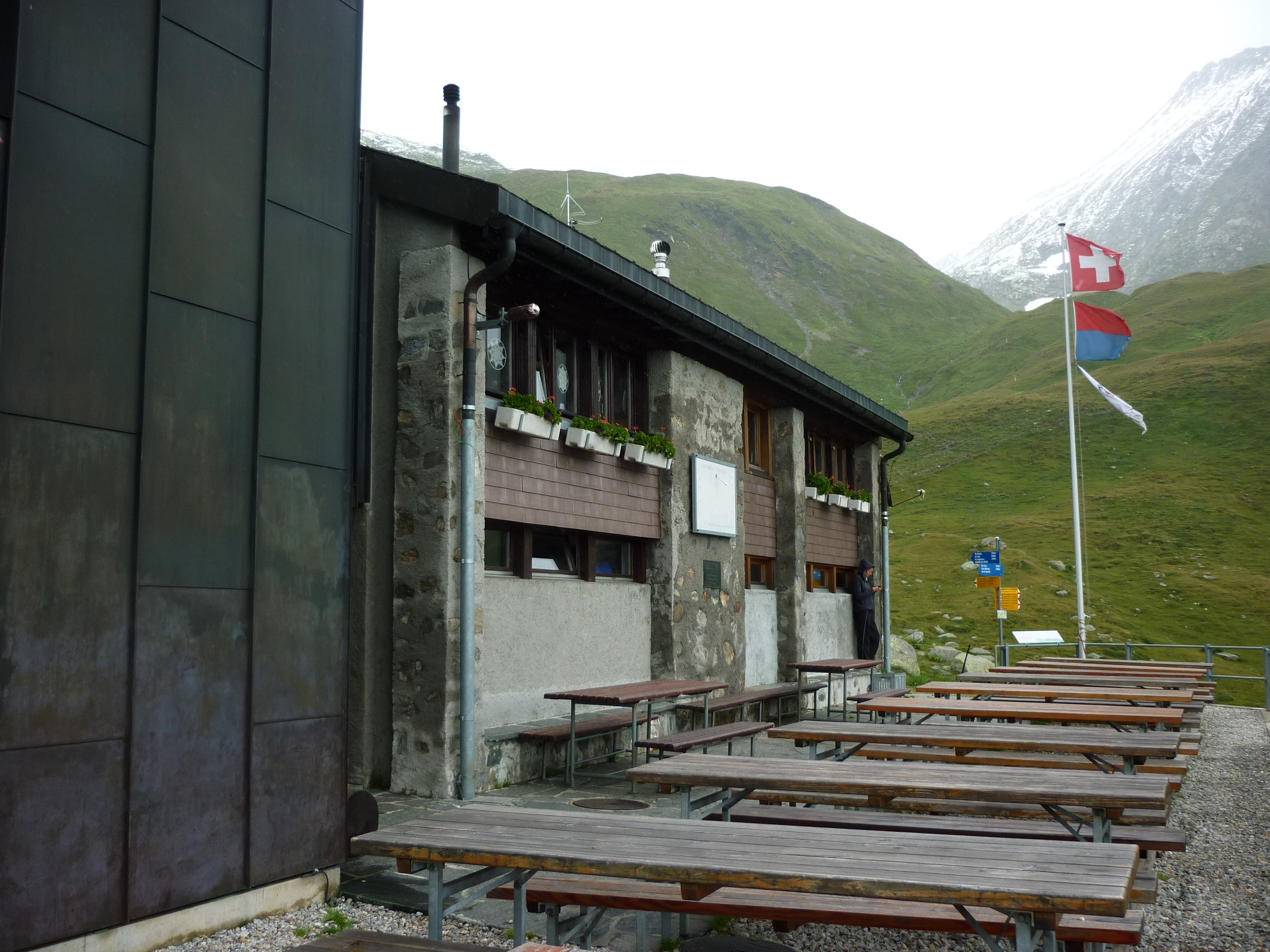
Motterasciohütte, alter Teil von 1967

Die Hütte steht südlich der Hochebene der Greina und nordöstlich oberhalb des Lago di Luzzone und verfügt über 72 Schlafplätze in zehn Zimmern. Sie liegt auf dem Gebiet der Gemeinde Blenio im oberen Bleniotal des Tessins und ist Ausgangspunkt für zahlreiche Wanderungen und Bergtouren. 
Sie wurde 1967 erbaut, 1980 und 1990 erweitert. 2006 wurde an die alte Hütte ein moderner Bau aus Holz mit einer Kupferschicht angefügt. 

## Zugang
Im Sommer kann die Hütte auf Wanderwegen von der Luzzonestaumauer (1609 m ü. M.) in zwei Stunden, von Campo (Blenio) (1215 m ü. M.) in 4 ½ Stunden erreicht werden und im Winter von Campo (Blenio) in fünf bis sechs Stunden.

## Tourenmöglichkeiten

### Übergänge
- Scalettahütte 2200 m, 2,5 Stunden
- Terrihütte, Greina-Hochebene, 2170 m,  2 Stunden
- Adulahütte SAC 2012 m, 5 Stunden
- Adulahütte UTOE 2393 m, 6 Stunden
- Medelserhütte 2524 m, 6 Stunden
- Länta-Hütte 2090 m, 6 Stunden
- Bovarinahütte 1870 m, 5 Stunden

### Gipfel
- Piz Terri 3149 m, 3 Stunden
- Pizzo Guida 2845 m, 2½ Stunden
- Piz Stgir 2711 m, 2 Stunden
- Piz Zamuor 2734 m, 2½ Stunden
- Piz Canal 2846 m, 2½ Stunden
- Piz Coroi 2785 m, 2 Stunden
- Piz da Stiarls 2291 m, 2½ Stunden
- Piz Medel 3200 m, 5 Stunden
- Piz Valdraus 3090 m, 2½ Stunden
- Piz Gaglianera 3121 m, 4 Stunden
- Piz Vial 3168 m, 4 Stunden
- Piz Greina 3124 m, 3½ Stunden